# Гадамес

Старий Гадамес

Гадаме́с — місто в оазі на північному заході Лівії, на стику лівійського кордону з Туніським і Алжирським. Розташоване на дні висохлого ваді там, де здавна перетиналися шляхи караванів.

### Історія
Усвідомлюючи стратегічне значення оази, стародавні римляни побудували в ній фортецю Cydamus. Візантійські місіонери принесли сюди християнство і зробили Гадамес центром єпископії. На стовпах давньої церкви покоїться одна з мечетей сучасного міста.

### Сьогодення
Старе місто поділено за етнічним складом народонаселення на кілька кварталів. Туареги, число яких становить близько 7000, здавна селилися за міськими стінами, тому історична частина міста в наш час[коли?] безлюдна.

### Спадщина Юнеско
Стара частина Гадамесу визнана ЮНЕСКО пам'ятником Світової спадщини на тій підставі, що характерні для міської забудови багатоповерхові глинобитні будинки винятковим чином ілюструють пристосування людини до проживання в умовах 50-градусної спеки Сахари.

## Клімат
Місто знаходиться у зоні, котра характеризується кліматом тропічних пустель. Найтепліший місяць — червень із середньою температурою 32.2 °C (90 °F). Найхолодніший місяць — січень, із середньою температурою 11.1 °С (52 °F).
| Клімат Гадамеса         | Клімат Гадамеса | Клімат Гадамеса | Клімат Гадамеса | Клімат Гадамеса | Клімат Гадамеса | Клімат Гадамеса | Клімат Гадамеса | Клімат Гадамеса | Клімат Гадамеса | Клімат Гадамеса | Клімат Гадамеса | Клімат Гадамеса | Клімат Гадамеса |
| Показник                | Січ.            | Лют.            | Бер.            | Квіт.           | Трав.           | Черв.           | Лип.            | Серп.           | Вер.            | Жовт.           | Лист.           | Груд.           | Рік             |
| Абсолютний максимум, °C | 28              | 34              | 36              | 43              | 45              | 47              | 46              | 47              | 45              | 40              | 35              | 30              | 47              |
| Середній максимум, °C   | 16              | 19              | 22              | 28              | 33              | 38              | 38              | 38              | 35              | 30              | 22              | 17              | 28              |
| Середня температура, °C | 11              | 13              | 17              | 22              | 27              | 32              | 32              | 32              | 28              | 24              | 16              | 12              | 22              |
| Середній мінімум, °C    | 6               | 8               | 11              | 16              | 20              | 25              | 25              | 25              | 22              | 18              | 11              | 7               | 16              |
| Абсолютний мінімум, °C  | −3              | −1              | −1              | 0               | 7               | 7               | 12              | 15              | 12              | 5               | 0               | −2              | −3              |
| Норма опадів, мм        | 5               | 4               | 6               | 3               | 1               | 1               | 0               | 0               | 1               | 2               | 2               | 3               | 27              |
| Днів з опадами          | 3               | 3               | 2               | 2               | 2               | 1               | 0               | 0               | 1               | 2               | 2               | 3               | 21              |
| ----------------------- | --------------- | --------------- | --------------- | --------------- | --------------- | --------------- | --------------- | --------------- | --------------- | --------------- | --------------- | --------------- | --------------- |
| Джерело: Weatherbase    |                 |                 |                 |                 |                 |                 |                 |                 |                 |                 |                 |                 |                 |